# UCI Àfrica Tour 2018
L'UCI Àfrica Tour 2018 és la catorzena edició de l'UCI Àfrica Tour, un dels cinc circuits continentals de ciclisme de la Unió Ciclista Internacional. Està format per una trentena de proves, organitzades del 14 d'octubre de 2017 al 5 de novembre de 2018 a l'Àfrica.

## Evolució del calendari

### Octubre 2017
| Data | Cursa        | País         | Cat. | Vencedor             | Equip              |
| ---- | ------------ | ------------ | ---- | -------------------- | ------------------ |
| 27-5 | Tour de Faso | Burkina Faso | 2.1  | Salah Eddine Mraouni | Kuwait-Cartucho.es |

### Novembre 2017
| Data  | Cursa          | País   | Cat. | Vencedor       | Equip                      |
| ----- | -------------- | ------ | ---- | -------------- | -------------------------- |
| 12-19 | Tour de Ruanda | Ruanda | 2.2  | Joseph Areruya | Dimension Data for Qhubeka |

### Gener
| Data  | Cursa                          | País    | Cat. | Vencedor       | Equip  |
| ----- | ------------------------------ | ------- | ---- | -------------- | ------ |
| 15-21 | Tropicale Amissa Bongo         | Gabon   | 2.1  | Joseph Areruya | Rwanda |
| 26-29 | Tour Internacional dels Zibans | Algèria | 2.2  | Abdellah Hida  |        |

### Febrer
| Data  | Cursa                                            | País    | Cat. | Vencedor                                                                       | Equip                    |
| ----- | ------------------------------------------------ | ------- | ---- | ------------------------------------------------------------------------------ | ------------------------ |
| 14    | Campionats d'Àfrica de contrarellotge per equips | Ruanda  | CC   | Eritrea · Mekseb Debesay · Amanuel Gebreigzabhier · Metkel Eyob · Saymon Musie | Equip nacional d'Eritrea |
| 15    | Campionats d'Àfrica de contrarellotge            | Ruanda  | CC   | Mekseb Debesay                                                                 | Equip nacional d'Eritrea |
| 18    | Campionats d'Àfrica en ruta                      | Ruanda  | CC   | Amanuel Gebreigzabhier                                                         | Equip nacional d'Eritrea |
| 20-23 | Gran Premi d'Alger                               | Algèria | 2.1  | Charálampos Kastrantás                                                         | Java Partizan            |

### Març
| Data  | Cursa                                             | País    | Cat. | Vencedor       | Equip                                     |
| ----- | ------------------------------------------------- | ------- | ---- | -------------- | ----------------------------------------- |
| 20-24 | Tour de la Pharmacie Centrale                     | Tunísia | 2.2  | Gaëtan Bille   | Sovac-Natura4Ever                         |
| 23    | Gran Premi Internacional de la Pharmacie Centrale | Tunísia | 1.2  | Gruffudd Lewis | Ribble                                    |
| 27-2  | Tour d'Algèria                                    | Algèria | 2.2  | Azzedine Lagab | Groupement Sportif des Pétroliers Algérie |

### Abril
| Data  | Cursa            | País       | Cat. | Vencedor      | Equip                  |
| ----- | ---------------- | ---------- | ---- | ------------- | ---------------------- |
| 6-15  | Volta al Marroc  | Marroc     | 2.2  | David Rivière | Vendée U               |
| 22-29 | Tour del Senegal | Senegal    | 2.2  | Dan Craven    | Israel Cycling Academy |
| 24-27 | Tour de Limpopo  | Sud-àfrica | 2.2  | Gustav Basson | ProTouch               |

### Maig
| Data | Cursa                   | País       | Cat. | Vencedor                | Equip             |
| ---- | ----------------------- | ---------- | ---- | ----------------------- | ----------------- |
| 4-7  | Tour de la Wilaya d'Orà | Algèria    | 2.2  | Laurent Évrard          | Sovac-Natura4Ever |
| 6    | 100 Cycle Challenge     | Sud-àfrica | 1.2  | Nolan Hoffman           |                   |
| 26-3 | Tour del Camerun        | Camerun    | 2.2  | Bonaventure Uwizeyimana | Rwanda            |

### Agost
| Data | Cursa          | País   | Cat. | Vencedor       | Equip                  |
| ---- | -------------- | ------ | ---- | -------------- | ---------------------- |
| 5-12 | Tour de Ruanda | Ruanda | 2.2  | Samuel Mugisha | Dimension Data-Qhubeka |

### Setembre
| Data  | Cursa                    | País          | Cat. | Vencedor      | Equip                 |
| ----- | ------------------------ | ------------- | ---- | ------------- | --------------------- |
| 9-15  | Tour de la Costa d'Ivori | Costa d'Ivori | 2.2  | Issiaka Cissé |                       |
| 26-30 | Gran Premi Chantal Biya  | Camerun       | 2.2  | Juraj Bellan  | Dukla Banská Bystrica |

## Classificacions
- Font:[1] · [2]

| #   | Ciclista               | Equip                                     | Pts.   |
| --- | ---------------------- | ----------------------------------------- | ------ |
| 1.  | Joseph Areruya*        | Delko Marseille Provence KTM              | 487.75 |
| 2.  | Youcef Reguigui        | Sovac-Natura4Ever                         | 356    |
| 3.  | Azzedine Lagab         | Groupement Sportif des Pétroliers Algérie | 343    |
| 4.  | Amanuel Gebrezgabihier | Dimension Data for Qhubeka                | 267.5  |
| 5.  | Metkel Eyob            | Terengganu Cycling Team                   | 261.5  |
| 6.  | Mekseb Debesay         | Dimension Data for Qhubeka                | 212.5  |
| 7.  | Ali Nouisri            | VIB Sports                                | 199    |
| 8.  | Didier Munyaneza*      | -                                         | 175    |
| 9.  | Abdessadek Kouna       | Mitchelton-Scott                          | 150    |
| 10. | Daryl Impey            | -                                         | 150    |

| #   | Ciclista                                  | País                | Pts.   |
| --- | ----------------------------------------- | ------------------- | ------ |
| 1.  | Sovac-Natura4Ever                         | Algèria             | 771    |
| 2.  | Delko Marseille Provence KTM              | França              | 581.75 |
| 3.  | Groupement Sportif des Pétroliers Algérie | Algèria             | 520    |
| 4.  | Terengganu Cycling Team                   | Malàisia            | 384.5  |
| 5.  | VIB Sports                                | Brunei              | 307    |
| 6.  | Bike Aid                                  | Alemanya            | 263.5  |
| 7.  | Dimension Data for Qhubeka                | Itàlia              | 195.75 |
| 8.  | Direct Energie                            | França              | 187    |
| 9.  | Sharjah Team                              | Emirats Àrabs Units | 182    |
| 10. | Dukla Banska Bystrica                     | Eslovàquia          | 156    |

| #   | País          | Pts.    |
| --- | ------------- | ------- |
| 1.  | Eritrea       | 1.402.5 |
| 2.  | Algèria       | 1.203   |
| 3.  | Ruanda        | 1.159,5 |
| 4.  | Sud-àfrica    | 963,07  |
| 5.  | Marroc        | 673,5   |
| 6.  | Tunísia       | 558     |
| 7.  | Etiòpia       | 341     |
| 8.  | Namíbia       | 286     |
| 9.  | Maurici       | 207,85  |
| 10. | Costa d'Ivori | 178     |

| #   | País (Sub-23) | Pts.   |
| --- | ------------- | ------ |
| 1.  | Ruanda        | 875.75 |
| 2.  | Marroc        | 507    |
| 3.  | Algèria       | 367    |
| 4.  | Sud-àfrica    | 336.67 |
| 5.  | Eritrea       | 262.5  |
| 6.  | Etiòpia       | 191.75 |
| 7.  | Maurici       | 172.68 |
| 8.  | Kenya         | 114    |
| 9.  | Tunísia       | 113    |
| 10. | Burkina Faso  | 22.5   |